# Lati Rinpoché
Lati Rinpoché, né en 1922 et mort le 12 avril 2010, est un lama tibétain né dans le Kham, au Tibet oriental.

## Biographie
Il est né en 1922 dans la province tibétaine du Kham. Gongkar Rinpoché l’a identifié comme la réincarnation d’un grand pratiquant. À l’âge de dix ans, il rejoint un monastère du Kham. À l’âge de 15 ans, il fut admis au monastère de Ganden à Lhassa, au Tibet où il obtint le diplôme de Geshé Lharampa en 1959, après 19 ans d'études. Il suivit des enseignements à l’université tantrique de Gyuto à Lhassa. Il fut le tuteur de nombreux tulku, et donna une multitude d’enseignements publics. Il suivit le 14e dalaï lama en exil en 1959 en Inde. En 1964, il s’installa à Dharamsala où il fut nommé conseiller spirituel du dalaï-lama. En 1976, fut invité par plusieurs universités américaines où il donna des conférences sur le dharma. Il enseigna au monastère de Namgyal à Dharamsala. En 1976, il fut nommé abbé du collège de Shar-dzay du monastère de Ganden à Mundgod dans l’Inde du Sud.
Il meurt le 12 avril 2010 à Dharamsala, manifestant un état de Thukdham, une forme de méditation dans "L'état de Claire Lumière", durant lequel la chaleur interne du corps est maintenue,.

## Ouvrages
- La Mort, l’état intermédiaire et la renaissance dans le bouddhisme tibétain (Death, Intermediate State and Rebirth in Tibetan Buddhism, 1979), Lati Rinpoché, Elisabeth Napper, Jeffrey Hopkins, avant-propos du XIXe dalaï-lama, trad., Dharma éditions, 2001, 98 p.  (ISBN 2864870029)
- Connaître l'esprit selon le bouddhisme tibétain : un commentaire du texte racine de Guéshè Jampel Sampel (Mind in Tibetan Buddhism, 1980), Lati Rinpoché, Elisabeth Napper, trad. de l'an. Bruno Liber-Chrétien, Marzens, Vajra Yogini, 2002, 240 p. (ISBN 2911582454)